# Lucie Pohl

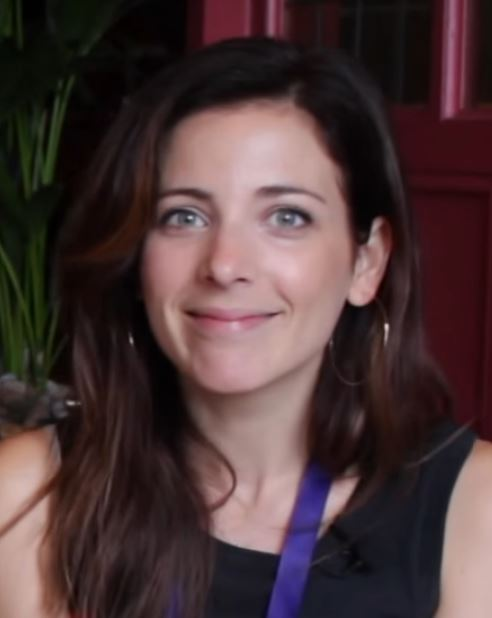
Lucie Pohl

Lucie Pohl (* 1983 in Hamburg) ist eine deutsche Schauspielerin und Stand-up-Comedian.

## Leben
Pohl ist die Tochter der Theaterregisseurin und Sängerin Sanda Weigl und des Schauspielers und Dramatikers Klaus Pohl. Sie ist Schwester der Schriftstellerin Marie Pohl und Cousine der Schauspielerin Anna Thalbach. Das Schauspiel erlernte Pohl beim „Young People's Programme“ von Stella Adler, in den Jahren von 1999 bis 2000 am Conservatory of Acting im US-Bundesstaat New York und von 2002 bis 2004 an der Universität der Künste Berlin.
2006 spielte sie eine wiederkehrende Rolle in der Sat1-Serie Freunde für immer – Das Leben ist rund von Sönke Wortmann. Seitdem wirkte sie in zahlreichen Fernseh- und Kinoproduktionen sowie Theaterstücken in Deutschland und in den USA mit, unter anderem auch als Protagonistin in Rosa von Praunheims Dokumentarfilm New York Memories (2010).
2015 hatte sie mit ihrem Bühnenprogramm Hi Hitler! in New York Premiere, 2016 folgte Apohlcalypse Now! Pohl ist zudem Synchronsprecherin für die Heldin Mercy im Computerspiel Overwatch von Blizzard Entertainment (2016), mit Ausnahme der deutschen Fassung, in welcher Mercy von Farina Brock gesprochen wird.
Lucie Pohl lebt in Berlin und New York City.

## Filmografie
- 2000: Allerd Fishbein's in Love (Kurzfilm)
- 2003: Hamlet X (Vol. 2)
- 2004: Endlich Sex! (Fernsehfilm)
- 2004: Zoe’s Arkadash
- 2006: Freunde für immer – Das Leben ist rund (Fernsehserie, 4 Episoden)
- 2006: Pastewka: Das Praktikum (Fernsehserie)
- 2006: Stube 54
- 2006: Nachts im Haus
- 2007: 29 und noch Jungfrau (Fernsehfilm)
- 2007: Kein Bund fürs Leben
- 2007: The Less Alive (Working Title for „Must Love Death“)
- 2008: Die Weisheit der Wolken
- 2008: Der Kriminalist (Fernsehserie, Episode 3x06)
- 2009: Must Love Death
- 2009: Locked
- 2010: New York Memories
- 2012: Not Fade Away
- 2013: El cielo es azul
- 2015: Homeland (Fernsehserie, Episode 5x01)
- 2016: Magi
- 2016: Red Dwarf (Fernsehserie, 2 Folgen)
- 2016: Phantastische Tierwesen und wo sie zu finden sind (Fantastic Beasts and Where to Find Them)
- 2017: Forget About Nick
- 2021: Americanish